# PLZT
Roztwór stały ceramiki PLZT powstaje po zmieszaniu całkowitym cyrkonianu ołowiu i tytanianu ołowiu, zmodyfikowanym przez rozpuszczenie w postaci np. tlenku lantanu w sieci krystalicznej PZT. Ceramikę (PbLa)(ZrTi)O3 przedstawia się następującym wzorem:
Pb1-xLax(ZryTi1-y)1-0,25xVB0,25xO3

gdzie:
VB   wakansy w miejscach B
Stałe roztwory PLZT mają strukturę typu perowskitu (ABO3), w której jony ołowiu zostają częściowo zastąpione przez jony lantanu na miejscach A. Ze względu na bardzo zbliżoną wielkość jony lantanu i ołowiu mogą występować wymiennie. Komórkę elementarną roztworu stałego PLZT o strukturze ABO3 przedstawia rys. 1.
Średnica jonu lantanu La+3 wynosi 1,22Å, natomiast jonu ołowiu Pb+2 1,32Å. 
Z powodu znacznej różnicy rozmiarów jest bardzo mało prawdopodobne żeby jon La+3 zastąpił jon Zr+4 lub jon Ti+4. Różnica elektroujemności kationów Pb+2 i La+3 powoduje, że powstaje ładunek nadmiarowy dla kompensacji, którego w strukturze tworzą się wakansy na miejscach A i B, w zależności od zawartości jonów lantanu. Jeden wakans powstaje, gdy dwa jony Pb2+ zostaną zastąpione dwoma jonami La+3.